# 軍馬補充部
軍馬補充部（ぐんばほじゅうぶ）は、日本の陸軍省の外局の一つ。軍馬の供給・育成及び購買並びに軍馬資源の調査を管掌した。1874年（明治7年）3月31日に設置された軍馬局が前身で、軍馬育成所、軍馬補充署などを経て1896年（明治29年）の「軍馬補充部条例」に拠って5月9日軍馬補充部に改称された。長は本部長で、国内各地に支部を持った。1945年（昭和20年）11月の陸軍省廃止と共に解体された。

## 沿革
1874年3月31日に陸軍省内に設置された軍馬局は「軍馬局条例」によるもので、馬政業務を扱い、軍馬の調教を行った。支部にあたる東京の第一厩と仙台の第二厩を管轄した。1884年の条例改正によって幼駒の購入や育成も所掌事務に加わり、新たに第一調馬隊（東京）・第二調馬隊（宮城県玉造郡）及び三本木の出張所が設置される。
1886年（明治19年）3月1日には軍馬局が廃止され、所掌事務は騎兵局第三課に移された。
1888年（明治21年）3月30日から騎兵局の管下に軍馬育成所が設置され、東京の第一調馬隊を以って軍馬育成所本部とし、青森育成所を三本木軍馬育成所、第二調馬隊を鍛冶谷沢軍馬育成所と改称し、兵庫県に新たに青野軍馬育成所を設けた。
軍馬育成所は1896年（明治26年）5月3日に軍馬補充署と改称され、長を署長と改め陸軍大臣直隷機関とした。軍馬補充部条例（明治29年勅令第193号）の公布にあたり1896年5月9日軍馬補充署を軍馬補充部と改め、長を本部長と称する。本部長には騎兵大佐あるいは少将が補された。同年5月11日、元軍馬育成所を改組して、三本木支部、鍛冶谷沢支部、福元支部、青野支部を設置した。
1897年（明治30年）12月福島県に白河支部を設置。1899年（明治32年）8月4月、本部が東京市牛込区市ヶ谷仲ノ町53番地・旧教師館跡に移転。
1900年（明治33年）北海道白糠郡に釧路支部を設置。1903年（明治36年）5月8日、本部が東京市麹町区富士見町4丁目14番地に移転。1908年（明治41年）に北海道川上郡熊牛村（後の標茶町）に川上支部を設置する。1909年（明治42年）北海道中川郡本別村に十勝支部設置。
1912年（大正元年）12月19日、本部が東京市四谷区大番町に移転。1917年（大正6年）3月28日、本部を麹町区永田町一丁目陸軍省構内に移転。
1927年（昭和2年）大山支部旭川派出所を朝鮮の雄基に移転し、雄基支部とする。1944年（昭和19年）8月23日各支部を中央馬廠支廠に改める。
1945年（昭和20年）11月30日の陸軍省廃止に伴い軍馬補充部も解散した。

## 歴代本部長
- （兼）大蔵平三 騎兵大佐：1896年5月11日 - 1896年10月16日（陸軍省軍務局馬政課長の兼職。）
- 皷包武 騎兵大佐：1896年10月16日 - 1897年5月24日
- （兼）大蔵平三 騎兵大佐：1897年5月24日 - 1898年2月15日（陸軍省軍務局馬政課長の兼職。）
- 大蔵平三 騎兵大佐：1898年2月15日 - 1911年6月15日（騎兵監を兼ねる。）
- 本多道純 少将：1911年6月15日 - 1913年8月22日
- 吉田平太郎 少将：1913年8月22日 - 1918年7月24日
- 森岡守成 少将：1918年7月24日 - 1919年3月13日
- 植野徳太郎 少将：1919年3月13日 - 1922年8月15日
- 渡辺為太郎 中将：1922年8月15日 - 1924年12月15日
- 小畑豊之助 少将：1924年12月15日 - 1926年3月2日
- 植田謙吉 少将：1926年3月2日 - 1929年3月16日
- 吉岡豊輔 少将：1929年3月16日 - 1930年12月22日
- 梅崎延太郎 少将：1930年12月22日 - 1932年8月8日
- 武藤一彦 少将：1932年8月8日 - 1934年8月1日
- 原常成 少将：1934年8月1日 - 1936年3月7日
- 中山蕃 中将：1936年3月7日 - 1937年8月26日
- 遊佐幸平 少将：1937年8月26日 - 1938年3月1日
- 野澤北地 少将：1938年3月1日 - 1939年8月1日
- 和田義雄 少将：1939年8月1日 - 1941年3月1日
- 櫛淵鍹一 少将：1941年3月1日 - 1941年10月15日
- 斎藤義次 少将：1941年10月15日 - 1944年4月7日
- 新妻雄 予備役少将：1944年4月7日 - 終戦（中央馬廠長を兼ねる）

## 各支部

### 釧路支部
1900年（明治33年）白糠郡白糠村茶路川に設置された。分厩に和天別分厩。支部の所在地であったところに建物は残っていないが、根釧西部森林管理署白糠事務所がそこにある。また、釧路市にあった馬糧庫は1948年（昭和23年）11月移築改造され、一時期ではあるが大蔵省北海道財務局釧路財務部として利用される。
1900年11月15日、仮事務所を釧路郡釧路浦見町の釧路連隊区司令部内に設置し事務を開始。1901年5月15日、白糠郡白糠村に移転。1907年11月20日、音別派出部の仮事務所を白糠郡尺別村字音別に設置し事務を開始。1913年9月1日、足寄派出部を十勝国中川郡本別村に設置。
釧路支部長
- 秋山房次郎 騎兵少佐：1900年10月29日 - 1901年5月23日
- 安東直康 騎兵少佐：1901年5月23日 - 1902年10月23日
- 秋山房次郎 騎兵少佐：1902年11月15日 - 1903年10月9日
- 桜田軍太夫 騎兵少佐：1903年10月9日 - 1906年6月29日
- 坂野金策 騎兵少佐：1906年6月29日 -
- 松本義次郎 騎兵少佐：1911年11月22日 - 1913年8月22日
- 森本清太郎 騎兵少佐：1913年8月22日 - 1915年8月10日
- 多田可成 騎兵少佐：1915年8月10日 - 1916年11月15日
- 森本清太郎 騎兵少佐：1916年11月15日 - 1918年7月24日[10]
- 三輪好政 騎兵少佐：1918年7月24日[10] - 1921年4月1日[11]
- 牧野熊彦 騎兵大佐：1921年4月1日[11] - 1922年8月15日[12]
- 本田倉次郎 騎兵中佐：1922年8月15日[12] -
- 岡田親秀 騎兵中佐：不詳 - 1934年3月5日[13]
- 中本源太郎 騎兵少佐：1934年3月5日[13] -
- 大瀧清太郎 大佐：1941年7月24日 - 1943年6月18日
- 小柳津清一 中佐：1943年6月18日 -

音別派出部長
- 中沢冬生 騎兵大尉：1907年11月1日 - 1909年4月13日
- 松本雌雄造 騎兵中尉：1909年4月13日 - 1911年4月29日
- 早川治甫 騎兵大尉：1911年4月29日 - 1913年1月17日
- 山地元彦 騎兵中尉：1913年1月17日 - 1916年8月18日
- 鳥居栄次郎 騎兵大尉：1916年8月18日 -

足寄派出部長
- 鈴木清治 騎兵中尉：1913年8月31日 -
- 木幡俊三 騎兵少佐：1921年4月1日[11] -

### 川上支部
1907年（明治40年）川上郡熊牛村字標茶の集治監跡を軍用地に移管し設置された。用地はおよそ三万ヘクタールにおよぶ。川上支部仮事務所庁舎は1885年（明治18年）に北海道3番目の集治監（刑務所）として設置された北海道集治監釧路分監本館で、集治監が1901年（明治34年）に網走へ移転した為、空いていた建物を利用し、1907年11月20日に事務を開始。川上支部用地の一部は1946年4月北海道庁立標茶農業高等学校（後の北海道標茶高等学校）が取得し、支部資材庫は高校の資料館として利用されている。川上支部本部庁舎は1969年（昭和44年）2月塘路湖畔に移築され、町文化財に認定の上「標茶町郷土館」として利用されている。
川上支部長
- 安田徐次郎 騎兵中佐：1907年11月13日 -
- （心得）松本義次郎 騎兵大尉：1908年12月21日 - 1909年4月1日
- 松本義次郎 騎兵少佐：1909年4月1日 - 1911年11月22日
- 多田捨巳 騎兵少佐：1911年11月22日 - 1915年8月10日
- 中沢冬生 騎兵大尉：1915年8月10日 - 1918年7月24日[10]
- 久留三男三 騎兵少佐：1918年7月24日[10] -
- 田村信喜 騎兵中佐：不詳 - 1932年8月8日[14]
- 遊佐幸平 騎兵大佐：1932年8月8日[14] - 1933年8月1日
- 桒田貞三 騎兵中佐：1935年8月1日[15] -
- 田辺勇 大佐：1939年3月9日 - 1940年8月1日
- 伊東説 大佐：1940年8月1日 - 1941年3月1日
- 山下彦平 大佐：1941年3月1日 - 1942年8月1日
- 松本万作 大佐：1942年8月1日 -

### 十勝支部
1909年（明治42年）に中川郡本別村（後に本別町）西仙美里に設置。用地面積は1万9800ヘクタール。1945年11月の陸軍省廃止に伴い用地は大蔵省に移された。1946年本別町西仙美里の土地は北海道立農業講習所（1974年から北海道立農業大学校）が取得し、足寄町鷲府にあった支部用地は1949年に九州大学が取得し北海道演習林として利用する。1988年には元国鉄仙美里駅長の森弘が軍馬の鎮魂碑を建立した。西竹一が在籍（1939年3月-1940年8月）していたことも知られている。
十勝支部長（判明分）
- 横田卓二 騎兵中佐：1931年3月11日[17] -
- 小谷一雄 騎兵中佐：1936年3月7日[18] -
- 宮崎次彦 大佐：1940年8月1日 - 1943年6月18日
- 今村元三郎 大佐：1943年6月18日 -

### 根室支部
北海道野付郡別海村西春別に設置される。
根室支部長（判明分）
- （兼）大瀧清太郎 大佐：1941年7月24日 - 1943年6月18日（釧路支部長の兼職）
- 高橋久雄 大佐：1943年6月18日 -

### 三本木支部
青森県三本木町（後に十和田市）の三本木支部は各支部の中では最も規模が大きかった。1885年5月に軍馬局出張所として設立され、1896年（明治29年）の軍馬補充部設置に伴い三本木支部となる。切田・赤沼・元村の各分厩と七戸派出部、中山派出部（岩手県二戸郡小鳥谷村）、戸来（三戸郡戸来村、後の新郷村）牧場、倉内出張所（上北郡六ヶ所村）を統括した。1972年6月3日に開館した十和田市郷土館は西十二番町にあった三本木支部庁舎を改良したもので、軍馬補充部時代の資料や馬具等を展示している。同館は2004年（平成16年）9月十和田市立中央病院の拡大に伴い西三番町へ移転。三本木支部本部の正門から本部事務所庁舎までの道は「官庁街通り」として日本の道百選に選ばれている。
三本木支部長
- 萩原盛種 陸軍技師：1896年5月11日 - 1898年1月10日
- 小野打悦次郎 陸軍技師：1898年1月10日 -
- 小池順 騎兵少佐：1902年4月24日 - 1903年10月15日
- 大橋豊之助 騎兵少佐：1903年11月2日 -
- 桜田軍太夫 騎兵少佐：1906年6月29日 - 1908年4月15日
- 土肥原鑑 騎兵少佐：1908年4月15日 -
- 秋山房次郎 騎兵大佐：1909年4月1日 - 9月15日
- 小池順 騎兵大佐：1909年9月15日 - 1910年6月22日
- 岩谷龍太郎 騎兵大佐：1910年6月23日 - 1912年1月13日
- 安藤直康 騎兵大佐：1912年1月13日 - 1914年8月10日
- 黒川敬蔵 騎兵中佐：1914年8月10日 -
- 大浦熊雄 大佐：1926年7月28日 - 1929年8月1日
- 周藤歓一郎 大佐：1929年8月1日 - 1931年3月11日
- 鎌田正信 大佐：1931年3月11日 - 1933年8月1日
- 遊佐幸平 大佐：1933年8月1日 - 1935年8月1日
- 若松晴司 騎兵大佐：1935年8月1日[15] - 1936年3月7日
- 田村信喜 大佐：1936年3月7日 - 1939年3月9日
- 中山保留 大佐：1939年3月9日 - 1941年3月1日
- 伊東説 大佐：1941年3月1日 - 1943年6月18日
- 大瀧清太郎 大佐：1943年6月18日 -

中山派出部長
- 上田晴之助 騎兵中尉：1901年5月31日 - 1904年2月4日
- 小林越次 騎兵大尉：1904年2月8日 - 1905年1月13日
- 田中潤八 騎兵大尉：1906年6月1日 -
- 岸安治郎 騎兵少尉：1908年3月3日 -
- 二宮信 騎兵大尉：1911年4月29日 - 1913年10月7日
- 林敏誠 騎兵大尉：1913年10月7日 - 1914年8月13日
- 森正男 騎兵中尉：1914年8月13日 -
- 諸戸貞彦 騎兵大尉：1921年4月1日[11] -

### 七戸支部
1907年（明治40年）11月15日に仮事務所を青森県上北郡天間林村大字天間舘字道ノ上に設置し事務を開始。
七戸支部長
- （兼）桜田軍太夫 騎兵少佐：1907年11月1日 - 1908年4月15日
- 桜田軍太夫 騎兵少佐：1908年4月15日 - 1909年7月17日
- 岡島茂一郎 騎兵少佐：1909年7月17日 - 10月1日
- 山下熊次郎 騎兵中佐：1909年10月1日 - 1912年6月29日
- 高田八郎 騎兵少佐：1912年6月29日 - 1913年1月15日
- 鈴田正三 騎兵少佐：1913年1月15日 - 1915年6月5日
- 小崎正満 騎兵大佐：1915年6月5日 - 1918年7月24日[10]
- 鈴木文次郎 騎兵大佐：1918年7月24日[10] - 1921年7月20日[19]
- 松田八郎 騎兵大佐：1921年7月20日[19] -

### 鍛冶谷沢支部
1896年5月11日、宮城県玉造郡温泉村（川渡村を経て、玉造郡鳴子町川渡）に設置された。1884年に設置された調馬隊隷下の鍛冶屋沢軍馬育成場が前身。追原派出部（福島県西白河郡西郷村）、冬師山出張所（秋田県由利郡院内村）を管轄した。
鍛冶谷沢支部長
- 宮崎義一 騎兵少佐：不詳 - 1902年7月23日
- （心得）甘露寺順長 騎兵大尉：1902年7月23日 - 11月15日
- 甘露寺順長 騎兵少佐：1902年11月15日 - 1906年1月26日
- 高田八郎 騎兵少佐：1906年1月26日 -

### 白河支部
1897年12月に福島県西白河郡西郷村小田倉に本部が設置された。福島県岩瀬郡湯本村（後の岩瀬郡天栄村湯本）羽鳥出張所、栃木県塩谷郡泉村（後の矢板市）の泉出張所があった。本厩である本部の他に白坂分厩・一ノ又分厩・芝原分厩の三分厩と小田倉・真船・那須 ・高津の各牧場をもっていた。1898年9月、那須派出部を栃木県那須郡那須村大字寺子字小島小字田畑に設置し、事務は白河支部で担当した。1899年8月20日より、那須派出部の事務を那須郡那須村大字寺子字小島265番地の仮事務所で担当した。
支部は終戦によって陸軍省及び軍馬補充部が解体された事に伴い廃止されるが、鍛冶谷沢派出部の施設等は大蔵省に移管されて残った。1949年に東北大学附属の農場となり、その後幾多の改変を経て2003年（平成15年）より東北大学大学院農学研究科附属複合生態フィールド教育研究センター複合陸域生産システム部となる。また、白河支部事務所の建物は1992年から西郷村歴史民俗資料館として利用され、1997年12月22日に西郷村の有形文化財に指定される。
白河支部長
- 西端学 騎兵少佐：1898年1月10日 - 1902年5月28日
- 宮崎義一 騎兵少佐：1902年7月23日 -
- 相浦多三郎 騎兵大佐：1906年6月14日 - 1910年6月23日
- 隈部末熊 騎兵中佐：1910年6月23日 - 1912年6月29日
- 増田熊六[22] 騎兵中佐：1912年6月29日 - 1913年8月22日
- 中山民三郎 騎兵大佐：1913年8月22日 - 1914年9月2日
- 早川治甫 騎兵大尉：1914年9月2日 - 1916年11月15日
- 今井義一 騎兵大佐：1916年11月15日 -
- 久留三男三 騎兵中佐：不詳 - 1923年8月6日[23]
- 丸山八十司 騎兵少佐：1923年8月6日[23] -
- 後藤斯馬太 騎兵大佐：不詳 - 1932年8月8日[14]
- 田村信喜 騎兵中佐：1932年8月8日[14] -
- 田村信喜 大佐：1940年3月9日 - 1943年6月10日
- 伊東説 大佐：1943年6月10日 - 1944年8月23日

中央馬廠白河支廠長
- 伊東説 大佐：1944年8月23日 - 1944年12月13日
- 田辺幸太郎 大佐：1944年12月23日 -

那須派出部長
- 永山盛雄 騎兵中尉：1901年8月14日 -
- 横山伊之助 騎兵中尉：1902年5月1日 - 1908年10月23日
- 奥山高次郎 騎兵大尉：1908年10月23日 -
- 森本清太郎 騎兵大尉：1909年9月15日 - 1912年9月16日
- 佐原敬二 騎兵大尉：1912年9月16日 - 1913年8月22日
- 平原謙吉 騎兵大尉：1913年9月8日 -

### 六原支部
岩手県水沢地方は古くは1872年（明治5年）の兵部省時代から軍馬を供給したとの記録がある。以後年々軍馬を生産し、獣医師で相去村長・胆沢郡会議員等を務めた桑島重三郎の誘致活動等によって、1898年（明治31年）11月2日に胆沢郡相去村大字六原字前穴持（現：金ケ崎町六原）に六原支部が設置され、同月15日から事務が始められた。1925年（大正14年）に廃止。出張所に種山出張所。建物は岩手県立農業大学校が利用する。
当時の遺構として、支部長を含め勤務した軍人らの官舎や敷地跡がある。南北の道路を挟んで土塁で囲まれた9区画が残り、うち1911年創建の建物が3棟現存する。3棟は明治末期の陸軍洋風官舎の遺構として、2017年（平成29年）5月に国の登録有形文化財に登録された。3棟のうち東側の1棟は登録に先立ち、2016年10月から軍馬の郷六原資料館としてオープンしている。
六原支部長（判明分）
- 秋山房次郎 騎兵少佐：1900年4月7日 - 10月29日
- 大橋豊之助 騎兵少佐：1901年5月23日 - 1902年10月23日
- 安東直康 騎兵少佐：1902年10月23日 -
- 中村豊三郎 騎兵少佐：1906年4月1日 -
- 岡島茂一郎 騎兵少佐：1906年8月23日 - 1909年7月17日
- （心得）奥山高次郎 騎兵大尉：1909年7月17日 - 9月7日
- 奥山高次郎 騎兵少佐：1909年9月7日 - 1910年2月3日
- 橋本悌次郎 騎兵中佐：1910年2月3日 - 1913年8月22日
- 松本義次郎 騎兵少佐：1913年8月22日 - 1914年8月10日
- 牧野熊彦 騎兵少佐：1914年8月10日 - 1921年4月1日[11]
- 三輪好政 騎兵少佐：1921年4月1日[11] -

### 萩野支部
鍛冶谷沢支部の萩野派出部として設置。1898年5月15日、萩野派出部は山形県最上郡萩野村大字萩野字塩野に完成した新築庁舎に移転した。1910年12月12日、萩野支部は最上郡萩野村に移転。大正12年廃止。
萩野派出部長
- 野崎太三郎 騎兵大尉：1902年6月2日 -
- 湯川夏生 騎兵大尉：1907年12月17日 - 1908年10月23日
- 横山伊之助 騎兵大尉：1908年10月23日 - 1909年4月1日
- 佐原敬二 騎兵大尉：1909年4月1日 - 1910年3月4日
- 浮須要 騎兵大尉：1910年3月4日 - 11月26日

萩野支部長
- 高田八郎 騎兵少佐：1910年11月26日 - 1911年4月29日
- 岡島茂一郎 騎兵少佐：1911年4月29日 - 1913年1月15日
- 喜多信太郎 騎兵中佐：1913年1月15日 - 1915年8月10日
- 多田捨巳 騎兵中佐：1915年8月10日 - 1916年11月15日
- 早川治甫 騎兵少佐：1916年11月15日 - 1921年4月1日[11]
- 安藤譲治 騎兵少佐：1921年4月1日[11] -

鍛冶谷沢派出部長
- 中沢冬生 騎兵大尉：1910年11月26日 - 1912年2月15日
- 川辺立夫 騎兵大尉：1912年2月15日 - 1915年12月3日
- 橋本二郎 騎兵中尉：1915年12月3日 -
- 中山耕三郎 騎兵少佐：1923年8月6日[23] -

### 大山支部
鳥取県西伯郡庄内村富長（後の西伯郡大山町）にあった支部。1898年岡山県真庭郡八束村蒜山に旭川派出所の他、東伯郡赤碕町大字松谷に赤碕派出所があった。1903年4月1日、旭川派出部は八束村大字上長田の仮事務所で事務を開始。1927年に旭川派出所が朝鮮の雄基に移転し、雄基支部となる。
大山支部長
- 宮本才之助 騎兵大尉：不詳 - 1900年5月18日
- 千頭徳治 騎兵大尉：不詳 - 1901年8月6日
- 中村豊三郎 騎兵大尉：1901年8月23日 -
- 横山伊之助 騎兵少佐：1909年4月1日 -
- 鈴田正三 騎兵少佐：1911年11月22日 - 1913年1月15日
- 堀忠勇 騎兵少佐：1913年1月15日 - 1917年8月6日
- 浮須要 騎兵少佐：1917年8月6日 -

赤碕派出部長
- （兼）稲山麻五郎 騎兵中尉：不詳 - 1900年4月20日
- 千頭徳治 騎兵大尉：1901年6月6日 -
- 草野惟三 騎兵大尉：1904年1月4日 - 1905年5月3日
- 木幡俊三 騎兵大尉：1906年6月1日 - 1910年2月21日
- 口羽良雄 騎兵大尉：1910年2月21日 -
- 黒岩信一 騎兵中尉：1912年6月8日 - 1917年1月12日
- 出野巽 騎兵中尉：1917年1月12日 -

旭川派出部長
- 森青胤 騎兵大尉：1906年6月1日 - 10月8日
- 荒井貞助 騎兵中尉：1908年2月19日 - 1912年12月13日
- 平原謙吉 騎兵中尉：1912年12月13日 - 1913年9月8日
- 下村（出野）巽 騎兵中尉：1913年9月12日 - 1915年10月30日

### 高鍋支部
福元支部として設置され、高原支部を経て、高鍋支部と改称。

#### 福元支部
1896年5月11日、鹿児島県鹿児島郡谷山村に設置された。福元軍馬育成場が前身。知覧派出部（川辺郡知覧村）があった。1898年11月、高原派出部を宮崎県西諸県郡高原村大字大鹿倉に設置し、その事務は当初、福元支部内で行ったが。1899年2月15日から同派出部で取り扱った。
福元支部長
- （心得）柏原基昌 騎兵大尉：1896年5月21日 - 1897年10月11日
- 柏原基昌 騎兵少佐：1897年10月11日 -
- 平佐眷弼 騎兵少佐：1902年3月10日 - 1902年6月4日

高原派出部長
- 稲山麻五郎 騎兵中尉：1901年6月6日 -
- 田中捨松 騎兵大尉：1902年5月13日 -
- 二宮信 騎兵大尉：1910年2月2日 - 3月8日

知覧派出部長
- 松本義次郎 騎兵中尉：1902年6月2日 - 1906年2月24日
- 草野惟三 騎兵大尉：1906年2月24日 -

#### 高原支部
1902年6月4日、福元支部を改称して高原支部となる。同年6月20日、宮崎県西諸県郡高原村に移転し同月21日より事務を開始。1908年8月1日、川南派出部仮事務所を宮崎県児湯郡川南村大字川に設置し事務を開始。同年12月11日、川南派出部は児湯郡上江村の新築事務所に移転。1910年3月10日、高原支部は児湯郡上江村に移転し、高原派出部を西諸県郡高原村に設置。
高原支部長
- 平佐眷弼 騎兵少佐：1902年6月4日 - 1903年6月25日
- 志村宗幸 騎兵少佐：1903年6月25日 - 1907年11月13日
- 西端学 騎兵中佐：1907年11月13日 - 1910年2月3日
- 奥山高次郎 騎兵少佐：1910年2月3日 - 1910年3月8日

川南派出部長
- 伊沢信一 騎兵大尉：1908年7月14日 - 1910年3月8日

#### 高鍋支部
宮崎県児湯郡高鍋町に設けられた支部。廃止後の1946年2月に宮崎県が用地取得し、農場として使用。宮崎県開拓増産修練農場・宮崎県経営伝習農場を経て1972年から宮崎県立農業大学校と名称を変える。高鍋支部には小林派出部があり、同部用地は戦後になって独立行政法人家畜改良センター宮崎牧場が利用する。
高鍋支部長
- 奥山高次郎 騎兵少佐：1910年3月8日 - 1913年8月22日
- 佐原敬二 騎兵少佐：1913年8月22日 - 1916年8月18日
- 三木喜久二 騎兵大尉：1916年8月18日 - 1918年7月24日[10]
- 中沢冬生 騎兵少佐：1918年7月24日[10] -
- 村上亮 騎兵中佐：1933年8月1日[36] - 1936年8月1日[37]
- 小柳津清一 中佐：1942年8月1日 - 1943年6月18日
- 西田与三郎 中佐：1943年6月18日 - 1944年5月18日
- 辻信二 少佐：1944年5月18日 -

高原派出部長
- 二宮信 騎兵大尉：1910年3月8日 - 1911年4月29日
- 浦野清槌 騎兵大尉：1911年4月29日 -

### 雄基支部
1898年大山支部に設けられた旭川派出所が1927年朝鮮・雄基に移転したもの。
雄基支部長（判明分）
- 早川治甫 騎兵少佐：1921年4月1日[11] -
- 小堀是繁 騎兵中佐：不詳 - 1934年3月5日[13]
- 岡田親秀 騎兵中佐：1934年3月5日[13] -
- 星善太郎 大佐：1939年8月1日 - 1943年8月2日
- 佐野武雄 大佐：1943年8月2日 -

### 青野支部
1896年5月11日、兵庫県加東郡河合村に設置された。青野軍馬育成場が前身。大山派出部（鳥取県西伯郡逢坂村）を管轄した。
青野支部長（判明分）
- （心得）富永才之助 騎兵中尉：1896年5月12日 - 11月5日
- 富永才之助 騎兵大尉：1896年11月5日 -

大山派出部長（判明分）
- 稲山麻五郎 騎兵中尉：1899年4月10日 -

### 関東軍馬補充部支部
1913年8月15日、残務が完結し閉鎖となる。
関東支部長
- 西端学 騎兵中佐：1907年4月1日 - 11月13日
- 橋本悌次郎 騎兵少佐：1907年11月13日 - 1909年4月1日
- 千葉和平 騎兵少佐：1909年4月1日 - 1910年10月10日
- 国光侃 騎兵中佐：1910年10月10日 - 1913年1月15日
- 重富右一 騎兵中佐：1913年1月15日 -

### 中央馬廠
中央馬廠長
- 和田義雄 少将：1939年8月1日 - 1941年3月1日
- （兼）新妻雄 予備少将：1944年4月6日 - 終戦（軍馬補充部本部長の兼職）

豊橋支部長
- 山下彦平 大佐：1942年8月1日 - 1944年8月1日

### 朝鮮補充馬廠
所在地は会寧
朝鮮補充馬廠長
- 宮尾癸己郎 大佐：1941年3月1日 -

### 豊橋臨時補充馬廠
豊橋臨時補充馬廠長（判明分）
- 広田米蔵 中佐：1939年8月1日 - ?

中央馬廠豊橋支廠長
- 山下彦平 大佐：1942年8月1日 - 1944年8月1日
- 西岡三次 大佐：1944年8月1日 -

## 前身組織幹部
軍馬補充署長
- （兼）大蔵平三 騎兵中佐：1893年5月4日 -

三本木軍馬育成所長
- 萩原盛種 陸軍技師：1893年11月10日 -

鍛冶谷沢軍馬育成所長
- 西端学 騎兵大尉：1894年7月28日 -

大山支所長
- 宮田宗恭 騎兵中尉：1893年5月4日 - 10月23日

追原支所長
- 富永才之助 陸軍技師：1893年5月4日 - 11月10日

追原支署長
- 富永才之助 陸軍技師：1893年11月10日 - 1895年4月24日